# Gran Premio di superbike di Portimão 2018
Il Gran Premio di superbike di Portimão 2018 è stato la decima prova su tredici del campionato mondiale Superbike 2018, disputato il 15 e 16 settembre sull'Autódromo Internacional do Algarve, in gara 1 ha visto la vittoria di Jonathan Rea davanti a Marco Melandri e Michael van der Mark, lo stesso pilota si è ripetuto anche in gara 2, davanti a Michael van der Mark e Marco Melandri.
La vittoria nella gara valevole per il campionato mondiale Supersport 2018 è stata ottenuta da Lucas Mahias, mentre quella del campionato mondiale Supersport 300 è stata ottenuta da Scott Deroue.

## Risultati

### Gara 1

#### Arrivati al traguardo
| Pos. | Nº | Pilota                | Squadra                  | Motocicletta      | Giri | Tempo     | Griglia | Punti |
| ---- | -- | --------------------- | ------------------------ | ----------------- | ---- | --------- | ------- | ----- |
| 1º   | 1  | Jonathan Rea          | Kawasaki Racing          | Kawasaki ZX-10RR  | 20   | 34'22.331 | 2º      | 25    |
| 2º   | 33 | Marco Melandri        | Aruba.it Racing - Ducati | Ducati Panigale R | 20   | +1.575    | 3º      | 20    |
| 3º   | 60 | Michael van der Mark  | Pata Yamaha              | Yamaha YZF R1     | 20   | +4.215    | 5º      | 16    |
| 4º   | 7  | Chaz Davies           | Aruba.it Racing - Ducati | Ducati Panigale R | 20   | +10.760   | 14º     | 13    |
| 5º   | 66 | Tom Sykes             | Kawasaki Racing          | Kawasaki ZX-10RR  | 20   | +12.911   | 6º      | 11    |
| 6º   | 76 | Loris Baz             | Gulf Althea BMW Racing   | BMW S 1000 RR     | 20   | +19.685   | 8º      | 10    |
| 7º   | 81 | Jordi Torres          | MV Agusta Reparto Corse  | MV Agusta 1000 F4 | 20   | +21.974   | 9º      | 9     |
| 8º   | 54 | Toprak Razgatlıoğlu   | Kawasaki Puccetti Racing | Kawasaki ZX-10RR  | 20   | +24.855   | 10º     | 8     |
| 9º   | 21 | Michael Ruben Rinaldi | Aruba.it Racing - Junior | Ducati Panigale R | 20   | +30.302   | 11º     | 7     |
| 10º  | 22 | Alex Lowes            | Pata Yamaha              | Yamaha YZF R1     | 20   | +32.408   | 12º     | 6     |
| 11º  | 36 | Leandro Mercado       | Orelac Racing VerdNatura | Kawasaki ZX-10RR  | 20   | +32.875   | 16º     | 5     |
| 12º  | 68 | Yonny Hernández       | Pedercini Racing         | Kawasaki ZX-10RR  | 20   | +39.178   | 17º     | 4     |
| 13º  | 45 | Jacob Gagne           | Red Bull Honda           | Honda CBR1000RR   | 20   | +44.028   | 15º     | 3     |
| 14º  | 40 | Román Ramos           | GoEleven Kawasaki        | Kawasaki ZX-10RR  | 20   | +56.896   | 19º     | 2     |

#### Ritirati
| Nº | Pilota           | Squadra           | Motocicletta      | Giri | Griglia |
| -- | ---------------- | ----------------- | ----------------- | ---- | ------- |
| 99 | Patrick Jacobsen | TripleM Honda     | Honda CBR1000RR   | 16   | 18º     |
| 32 | Lorenzo Savadori | Milwaukee Aprilia | Aprilia RSV4 RF   | 11   | 4º      |
| 96 | Jakub Smrž       | Guandalini Racing | Yamaha YZF R1     | 11   | 20º     |
| 2  | Leon Camier      | Red Bull Honda    | Honda CBR1000RR   | 10   | 13º     |
| 50 | Eugene Laverty   | Milwaukee Aprilia | Aprilia RSV4 RF   | 0    | 1º      |
| 12 | Javier Forés     | Barni Racing      | Ducati Panigale R | 0    | 7º      |

### Gara 2

#### Arrivati al traguardo
| Pos. | Nº | Pilota                | Squadra                  | Motocicletta      | Giri | Tempo     | Griglia | Punti |
| ---- | -- | --------------------- | ------------------------ | ----------------- | ---- | --------- | ------- | ----- |
| 1º   | 1  | Jonathan Rea          | Kawasaki Racing          | Kawasaki ZX-10RR  | 20   | 34'25.661 | 2º      | 25    |
| 2º   | 60 | Michael van der Mark  | Pata Yamaha              | Yamaha YZF R1     | 20   | +1.189    | 5º      | 20    |
| 3º   | 33 | Marco Melandri        | Aruba.it Racing - Ducati | Ducati Panigale R | 20   | +2.813    | 3º      | 16    |
| 4º   | 7  | Chaz Davies           | Aruba.it Racing - Ducati | Ducati Panigale R | 20   | +4.594    | 14º     | 13    |
| 5º   | 66 | Tom Sykes             | Kawasaki Racing          | Kawasaki ZX-10RR  | 20   | +4.834    | 6º      | 11    |
| 6º   | 32 | Lorenzo Savadori      | Milwaukee Aprilia        | Aprilia RSV4 RF   | 20   | +11.417   | 4º      | 10    |
| 7º   | 50 | Eugene Laverty        | Milwaukee Aprilia        | Aprilia RSV4 RF   | 20   | +11.732   | 1º      | 9     |
| 8º   | 21 | Michael Ruben Rinaldi | Aruba.it Racing - Junior | Ducati Panigale R | 20   | +12.507   | 11º     | 8     |
| 9º   | 76 | Loris Baz             | Gulf Althea BMW Racing   | BMW S 1000 RR     | 20   | +12.741   | 8º      | 7     |
| 10º  | 12 | Javier Forés          | Barni Racing             | Ducati Panigale R | 20   | +18.973   | 7º      | 6     |
| 11º  | 22 | Alex Lowes            | Pata Yamaha              | Yamaha YZF R1     | 20   | +20.244   | 12º     | 5     |
| 12º  | 45 | Jacob Gagne           | Red Bull Honda           | Honda CBR1000RR   | 20   | +20.943   | 15º     | 4     |
| 13º  | 81 | Jordi Torres          | MV Agusta Reparto Corse  | MV Agusta 1000 F4 | 20   | +23.395   | 9º      | 3     |
| 14º  | 2  | Leon Camier           | Red Bull Honda           | Honda CBR1000RR   | 20   | +31.216   | 13º     | 2     |
| 15º  | 36 | Leandro Mercado       | Orelac Racing VerdNatura | Kawasaki ZX-10RR  | 20   | +32.183   | 16º     | 1     |
| 16º  | 68 | Yonny Hernández       | Pedercini Racing         | Kawasaki ZX-10RR  | 20   | +33.076   | 17º     |       |
| 17º  | 99 | Patrick Jacobsen      | TripleM Honda            | Honda CBR1000RR   | 20   | +45.173   | 18º     |       |

#### Ritirati
| Nº | Pilota              | Squadra                  | Motocicletta     | Giri | Griglia |
| -- | ------------------- | ------------------------ | ---------------- | ---- | ------- |
| 96 | Jakub Smrž          | Guandalini Racing        | Yamaha YZF R1    | 13   | 20º     |
| 54 | Toprak Razgatlıoğlu | Kawasaki Puccetti Racing | Kawasaki ZX-10RR | 12   | 10º     |
| 40 | Román Ramos         | GoEleven Kawasaki        | Kawasaki ZX-10RR | 9    | 19º     |

### Supersport

#### Arrivati al traguardo
| Pos. | Nº  | Pilota                   | Squadra                          | Motocicletta        | Giri | Tempo     | Griglia | Punti |
| ---- | --- | ------------------------ | -------------------------------- | ------------------- | ---- | --------- | ------- | ----- |
| 1º   | 144 | Lucas Mahias             | GRT Yamaha                       | Yamaha YZF R6       | 16   | 28'12.829 | 1º      | 25    |
| 2º   | 64  | Federico Caricasulo      | GRT Yamaha                       | Yamaha YZF R6       | 16   | +2.921    | 2º      | 20    |
| 3º   | 111 | Kyle Smith               | CIA Landlord Insurance Honda     | Honda CBR600RR      | 16   | +8.705    | 7º      | 16    |
| 4º   | 3   | Raffaele De Rosa         | MV Agusta Reparto Corse by Vamag | MV Agusta F3 675    | 16   | +9.120    | 5º      | 13    |
| 5º   | 21  | Randy Krummenacher       | Bardahl Evan Bros.               | Yamaha YZF R6       | 16   | +12.502   | 6º      | 11    |
| 6º   | 11  | Sandro Cortese           | Kallio Racing                    | Yamaha YZF R6       | 16   | +23.340   | 3º      | 10    |
| 7º   | 38  | Hannes Soomer            | Racedays                         | Honda CBR600RR      | 16   | +25.526   | 10º     | 9     |
| 8º   | 86  | Ayrton Badovini          | MV Agusta Reparto Corse by Vamag | MV Agusta F3 675    | 16   | +26.708   | 8º      | 8     |
| 9º   | 36  | Thomas Gradinger         | NRT                              | Yamaha YZF R6       | 16   | +27.925   | 15º     | 7     |
| 10º  | 78  | Hikari Ōkubo             | Kawasaki Puccetti Racing         | Kawasaki ZX-6R      | 16   | +27.930   | 9º      | 6     |
| 11º  | 98  | Héctor Barberá           | Kawasaki Puccetti Racing         | Kawasaki ZX-6R      | 16   | +32.783   | 13º     | 5     |
| 12º  | 81  | Luke Stapleford          | Profile Racing                   | Yamaha YZF R6       | 16   | +34.551   | 12º     | 4     |
| 13º  | 70  | Miquel Pons              | H43 Team Nobby Denso             | Kawasaki ZX-6R      | 16   | +43.344   | 22º     | 3     |
| 14º  | 74  | Jaimie van Sikkelerus    | Gemar Team Lorini                | Honda CBR600RR      | 16   | +47.128   | 16º     | 2     |
| 15º  | 88  | Christian Stange         | GoEleven Kawasaki                | Kawasaki ZX-6R      | 16   | +48.194   | 24º     | 1     |
| 16º  | 49  | Sam Hornsey              | Profile Racing                   | Triumph Daytona 675 | 16   | +56.357   | 20º     |       |
| 17º  | 34  | Javier Ezequiel Iturrioz | GoEleven Kawasaki                | Kawasaki ZX-6R      | 16   | +1'00.797 | 25º     |       |
| 18º  | 50  | Kengo Nagao              | Kawasaki Puccetti Racing         | Kawasaki ZX-6R      | 16   | +1'01.017 | 26º     |       |
| 19º  | 15  | Alfonso Coppola          | GRT Yamaha                       | Yamaha YZF R6       | 16   | +1'01.034 | 21º     |       |

#### Non classificato
| Nº | Pilota               | Squadra          | Motocicletta  | Giri | Tempo   | Griglia |
| -- | -------------------- | ---------------- | ------------- | ---- | ------- | ------- |
| 39 | Borja Quero Martinez | Emperador Racing | Yamaha YZF R6 | 16   | +34.226 | 14º     |

#### Ritirati
| Nº | Pilota            | Squadra                             | Motocicletta   | Giri | Griglia |
| -- | ----------------- | ----------------------------------- | -------------- | ---- | ------- |
| 77 | Wayne Tessels     | Chromeburner Wayne's Racingteam MtM | Kawasaki ZX-6R | 16   | 18º     |
| 6  | Corentin Perolari | GMT94 Yamaha                        | Yamaha YZF R6  | 13   | 11º     |
| 10 | Nacho Calero      | Orelac Racing VerdNatura            | Kawasaki ZX-6R | 12   | 23º     |
| 12 | Alex Murley       | Gemar Team Lorini                   | Honda CBR600RR | 10   | 28º     |
| 75 | Ivo Miguel Lopez  | ENI_Motor 7_Pequeno Motos           | Yamaha YZF R6  | 7    | 27º     |
| 56 | Péter Sebestyén   | CIA Landlord Insurance Honda        | Honda CBR600RR | 5    | 17º     |
| 16 | Jules Cluzel      | NRT                                 | Yamaha YZF R6  | 1    | 4º      |

#### Squalificato
| Nº | Pilota     | Squadra                 | Motocicletta   | Giri | Tempo   | Griglia |
| -- | ---------- | ----------------------- | -------------- | ---- | ------- | ------- |
| 47 | Rob Hartog | Hartog - Against Cancer | Kawasaki ZX-6R | 16   | +34.451 | 19º     |

### Supersport 300

#### Arrivati al traguardo
| Pos. | Nº | Pilota                    | Squadra                                  | Motocicletta       | Giri | Tempo     | Griglia | Punti |
| ---- | -- | ------------------------- | ---------------------------------------- | ------------------ | ---- | --------- | ------- | ----- |
| 1º   | 95 | Scott Deroue              | Motoport Kawasaki                        | Kawasaki Ninja 400 | 11   | 21'36.296 | 4º      | 25    |
| 2º   | 88 | Mika Pérez                | Kawasaki ParkinGO Team                   | Kawasaki Ninja 400 | 11   | +1.243    | 10º     | 20    |
| 3º   | 81 | Manuel González           | Pertantina Almeria BCD Junior Team by MS | Yamaha YZF-R3      | 11   | +1.364    | 3º      | 16    |
| 4º   | 6  | Robert Schotman           | Motoport Kawasaki                        | Kawasaki Ninja 400 | 11   | +1.389    | 6º      | 13    |
| 5º   | 14 | Enzo de la Vega           | GP Project Team                          | Kawasaki Ninja 400 | 11   | +1.558    | 13º     | 11    |
| 6º   | 71 | Tom Edwards               | Nutec - Benjan - Kawasaki                | Kawasaki Ninja 400 | 11   | +1.598    | 1º      | 10    |
| 7º   | 33 | Daniel Valle              | BCD Yamaha MS Racing                     | Yamaha YZF-R3      | 11   | +2.292    | 2º      | 9     |
| 8º   | 33 | Ferran Hernandez Moyano   | Kawasaki Palmeto PL Racing               | Kawasaki Ninja 400 | 11   | +4.268    | 14º     | 8     |
| 9º   | 20 | Dorren Loureiro           | DS Junior Team                           | Kawasaki Ninja 400 | 11   | +4.271    | 5º      | 7     |
| 10º  | 2  | Ana Carrasco              | DS Junior Team                           | Kawasaki Ninja 400 | 11   | +4.436    | 9º      | 6     |
| 11º  | 87 | Alex Börner               | DEZA-Cordaba-Patrimonio de la Humanidad  | Kawasaki Ninja 400 | 11   | +9.516    | 16º     | 5     |
| 12º  | 52 | Guillem Erill             | DEZA-Cordaba-Patrimonio de la Humanidad  | Kawasaki Ninja 400 | 11   | +9.761    | 27º     | 4     |
| 13º  | 34 | Jack Michael Mahaffy      | Terra e Moto                             | Yamaha YZF-R1      | 11   | +9.829    | 26º     | 3     |
| 14º  | 41 | Jan-Ole Jähnig            | Freudenberg KTM Junior Team              | KTM RC 390 R       | 11   | +9.954    | 11º     | 2     |
| 15º  | 72 | Victor Steeman            | KTM Fortron Junior Team                  | KTM RC 390 R       | 11   | +17.612   | 17º     | 1     |
| 16º  | 21 | Borja Sánchez             | ETG Racing                               | Kawasaki Ninja 400 | 11   | +18.224   | 7º      |       |
| 17º  | 61 | Bahattin Sofuoğlu         | Team Trasimeno                           | Yamaha YZF-R3      | 11   | +24.505   | 34º     |       |
| 18º  | 12 | Ali Adriansyah Rusmiputro | Petramina Almeria BCD by MS Racing       | Yamaha YZF-R3      | 11   | +24.525   | 23º     |       |
| 19º  | 54 | Filippo Fuligni           | GRT Yamaha WorldSSP300 Team              | Yamaha YZF-R1      | 11   | +24.577   | 20º     |       |
| 20º  | 27 | Filippo Rovelli           | Kawasaki ParkinGO Team                   | Kawasaki Ninja 400 | 11   | +24.619   | 24º     |       |
| 21º  | 93 | Walid Khan                | Nutec - Benjan - Kawasaki                | Kawasaki Ninja 400 | 11   | +33.647   | 18º     |       |
| 22º  | 64 | Hugo De Cancellis         | Team Toth - Yart                         | Yamaha YZF-R3      | 11   | +35.229   | 25º     |       |
| 23º  | 13 | Dino Iozzo                | Racedays                                 | Honda CBR500R      | 11   | +35.310   | 35º     |       |
| 24º  | 44 | Samuel Lochoff            | Samurai Racing                           | Kawasaki Ninja 400 | 11   | +36.088   | 33º     |       |
| 25º  | 79 | Tomás Alonso              | Samurai-YART Racing                      | Yamaha YZF-R3      | 11   | +36.115   | 30º     |       |
| 26º  | 30 | Daniel Blin               | Team Toh - Yart                          | Yamaha YZF-R3      | 11   | +36.204   | 31º     |       |
| 27º  | 97 | Maximilian Kappler        | Freudenberg KTM WorldSSP Team            | KTM RC 390 R       | 11   | +36.819   | 29º     |       |
| 28º  | 99 | Paolo Grassia             | Biblion Yamaha Motoxracing               | Yamaha YZF-R3      | 11   | +36.844   | 28º     |       |
| 29º  | 43 | Luca Grünwald             | Freudenberg KTM WorldSSP Team            | KTM RC 390 R       | 11   | +36.873   | 12º     |       |
| 30º  | 7  | Nicola Settimo            | Scuderia Maranga Racing                  | Honda CBR500R      | 11   | +43.694   | 37º     |       |
| 31º  | 78 | Joseph Foray              | ETG Racing                               | Kawasaki Ninja 400 | 11   | +45.796   | 32º     |       |
| 32º  | 58 | Trystan Finocchiaro       | Scuderia Maranga Racing                  | Honda CBR500R      | 11   | +53.497   | 38º     |       |
| 33º  | 28 | Dennis Koopman            | GRT Yamaha WorldSSP300 Team              | Yamaha YZF-R3      | 11   | +53.503   | 36º     |       |
| 34º  | 5  | Ryan Vos                  | KTM Fortron Racing Team                  | KTM RC 390 R       | 11   | +1'04.322 | 40º     |       |
| 35º  | 10 | Pedro Fragoso             | Miguel Oliveira Racing Team              | KTM RC 390 R       | 11   | +1'20.844 | 39º     |       |

#### Ritirati
| Nº | Pilota                | Squadra                    | Motocicletta       | Giri | Griglia |
| -- | --------------------- | -------------------------- | ------------------ | ---- | ------- |
| 69 | María Herrera         | BCD Yamaha MS Racing       | Yamaha YZF-R3      | 10   | 8º      |
| 19 | Luca Bernardi         | Team Trasimeno             | Yamaha YZF-R1      | 9    | 22º     |
| 22 | Mykyta Kalinin        | GP Project Team            | Kawasaki Ninja 400 | 9    | 21º     |
| 55 | Galang Hendra Pratama | Biblion Yamaha Motoxracing | Yamaha YZF-R3      | 9    | 15º     |
| 15 | Glenn van Straalen    | KTM Fortron Racing Team    | KTM RC 390 R       | 3    | 19º     |